# Chaipudyr-Bucht
Die Chaipudyr-Bucht (russisch Хайпудырская губа) liegt im Südosten der Petschorasee, einem Teilmeer der Barentssee, an der Küste des Autonomen Kreises der Nenzen.
Die Chaipudyr-Bucht hat eine Tiefe von 46 km und eine durchschnittliche Breite von 33 km. Der Eingang zur inneren Bucht hat lediglich eine Breite von 15 km. Die Wassertiefe variiert zwischen einem und zwei Metern. Die Bucht wird im Westen von einer Steilküste gesäumt. Vor der flacheren Ostküste befinden sich zahlreiche Sandbänke. Die Bucht wird von der Bolschesemelskaja-Tundra umrahmt, einer Landschaft, die von Permafrostböden gekennzeichnet ist. In die Bucht mündet der Fluss More-Ju (Chaipudyra). Die Chaipudyr-Bucht öffnet sich nach Nordosten hin zu einer äußeren Bucht, in welche weiter östlich die Korotaicha mündet. Der Tidehub in der Chaipudyr-Bucht beträgt etwa einen Meter.